# Otto Raggenbass
Otto Raggenbass (* 11. Oktober 1905 in Sirnach; † 8. Februar 1965 in Orselina, heimatberechtigt in Toos) war ein Schweizer Pädagoge und Kommunalpolitiker.

## Leben
Otto Raggenbass war Sohn eines Friedensrichters. Er studierte von 1921 bis 1925 am Lehrerseminar Kreuzlingen. Von 1926 bis 1933 war er im Schuldienst in Rickenbach TG und von 1933 bis 1938 in Kreuzlingen tätig. 1938 wurde Raggenbass Statthalter von Bezirks Kreuzlingen. Er war zudem von 1937 bis 1948 Technischer Leiter des Eidgenössischen Leichtathletikverbandes. Im April 1945 engagierte er sich – nach seinen eigenen Aussagen – als Vermittler zwischen den französischen und deutschen Truppen und erreichte eine friedliche Übergabe der Stadt Konstanz. Inzwischen sagen die Historiker, Raggenbass’ Beitrag sei nicht entscheidend gewesen.
Er war umstritten wegen seiner Haltung gegenüber dem nationalsozialistischen Deutschland. Raggenbass gilt als prägend für die Politik in der Region gegenüber den Flüchtlingen aus dem nationalsozialistischen Deutschland. Der Konstanzer Historiker Jürgen Klöckler schreibt: «Besonders der Grenzkanton Thurgau vertrat eine äusserst restriktive Flüchtlingspolitik unter dem Kreuzlinger Bezirksstatthalter Otto Raggenbass.» 1996 stand er im Fokus der Öffentlichkeit, weil er 1944, der restriktiven Schweizer Flüchtlingspolitik folgend, den von der Gestapo verfolgten Berliner Halbjuden Auerbach, der im Bodensee von der Insel Reichenau nach Ermatingen geschwommen war, an das Deutsche Reich ausgeliefert hatte. Bereits 1938 hatte er als neuer Bezirksstatthalter verfügt, dass jüdische Schulkinder aus Konstanz künftig nicht mehr in Kreuzlinger Schulen ausweichen durften.
Ende 1945 zeigte sich Raggenbass als Antisemit und verweigerte kraft seines Amtes einigen Juden aus Konstanz die Einreise zu einer Gedenkfeier in Kreuzlingen für die Toten des KZ Bergen-Belsen. Otto Raggenbass wurden «gute Beziehungen» zur Gestapo nachgesagt. Das von Raggenbass 1964 herausgegebene Werk Trotz Stacheldraht 1939–1945 geriet in den 1990er-Jahren zunehmend in Beweisnot. Wichtige Akten, wie Ermittlungsakten der Kantonspolizei Thurgau aus dem Jahre 1938, blieben verschwunden.

## Ehrungen
- 1947: Ehrung der Stadt Konstanz
- 1968–2024: Namensgeber der Otto-Raggenbass-Straße in Konstanz. (Wird im Januar 2025 umbenannt werden.[9][10])

## Schriften
- Trotz Stacheldraht 1939–1945. Grenzland am Bodensee und Hochrhein in schwerer Zeit. Südkurier, Konstanz 1964.[8] 2. Auflage. Südkurier, Konstanz 1985, ISBN 3-87799-054-1; zusammen mit Albert Knoepfli, Carl Jacob Burckhardt.